# (6897) Tabei
(6897) Tabei est un astéroïde de la ceinture principale.

## Description
(6897) Tabei est un astéroïde de la ceinture principale. Il fut découvert le 15 novembre 1987 à l'Observatoire Kleť par Antonín Mrkos. Il présente une orbite caractérisée par un demi-grand axe de 2,38 UA, une excentricité de 0,17 et une inclinaison de 1,6° par rapport à l'écliptique.

## Compléments